# Montlhéry
Montlhéry är en fransk kommun i departementet Essonne i regionen Île-de-France i norra Frankrike, 26 kilometer från Paris.

## Historia
Montlhéry låg vid den strategiskt viktiga vägen från Paris till Orléans. Det var en gammal gallisk plats benämnd Mons Aetricus av romarna. Under merovingerna ägdes den av kyrkan i Reims och år 768 gavs den till St. Denis abbotkloster i Paris. Det var platsen för ett antal slag mellan Montlhérys härskare och den tidiga capetingermonarkin.
Montlhérys adelsfamilj hörde till huset Montmorency; Thibaud, grundaren av dynastin Montlhéry, var bror till Bouchard II, stamfader till huset Montmorency. Thibaud regerade från 970 till 1031 och efterträddes av sonen Guy I, som regerade till år 1095. Guy I:s barn gifte in sig i andra lokala adelssläkter: dottern Melisende gifte sig med Hugh, greve av Rethel, dottern  Elizabeth gifte sig med Joscelin av Courtenay. Genom dessa giftermål och Montlhérys efterföljande deltagande i första korståget, var Guy I förfader till de regerande dynastierna korsfararstaten Kungariket Jerusalem och grevskapet Edessa. En annan dotter, Alice, gifte in sig i släkten Le Puiset och sonen Guy blev greve av Rochefort. Guy I efterträddes av Milo I, följd av Milos söner Guy II och Milo II. År 1118, efter många konflikter med de rebelliska härskarna, gav Ludvig VI order om att slottet skulle rivas och förvandlade staden till ett kungligt residens. Ludvig VI hade själv varit gift med en dotterdotter till Guy I från 1104 till 1107.
Efter att ha gått upp i kungariket blev Montlhéry en del av det område som styrdes av vicomten av Paris. Under första delen av 1200-talet lät den franske kungen Filip II August bygga upp slottet enligt dåtida stil på en ny plats högt över staden.
Under hundraårskriget övergick slottet flera gånger mellan engelska och franska styrkor. Den 16 juli 1465 besegrade Karl den djärve Ludvig XI av Frankrike i slaget vid Montlhéry. Staden lades i ruiner under hugenottkrigen men återuppbyggdes år 1591 av Henrik IV.
Under 1800-talet användes tornet för vetenskapliga experiment. År 1822 beräknade François Arago ljudhastigheten där; en kanonkula som sköts från tornet observerades från observatoriet i Villejuif. År 1823 installerade Claude Chappe ett relä för telegraflinjen Paris-Bayonne. Den 5 juni 1874 försökte Alfred Cornu beräkna ljushastigheten mellan tornet och observatoriet i Paris.
Under fransk-tyska kriget ockuperades och plundrades staden av tyskarna. Den ockuperades även 1940 av Tyskland under andra världskriget.
Numera är Montlhéry vänort med Stetten am kalten Markt i södra Tyskland.

## Slottet i Montlhéry

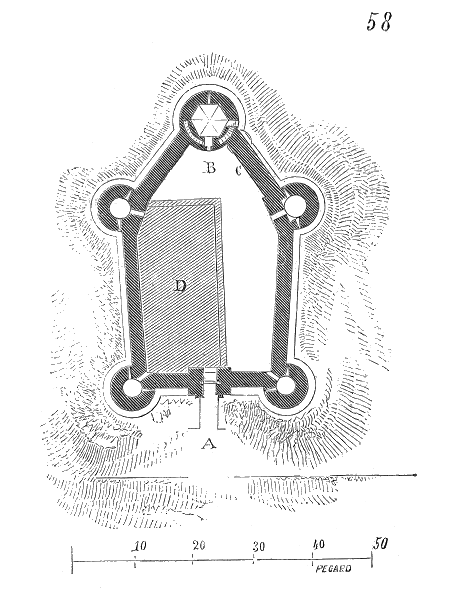
Ritning över nuvarande slottet.

Det nuvarande 1200-talsslottet med sitt dominerande kärntorn ersatte ett slott som byggts under 1000-talet och en tidigare grund byggd under perioden 991 till 1015. Slottet har en pentagonformad plan med fem bevarade torn, av vilket ett är ett väsentligt större kärntorn, som utgör spetsen på pentagonen. Ett grindtorn skyddade porten på den motsatta sidan. Nya fynd tyder på att det funnits en andra gård framför den nuvarande porten, liksom en kyrka innanför den förmodade lägre gården.
(48°38′6.17″N 2°16′20.61″Ö / 48.6350472°N 2.2723917°Ö)

### Härskare över Montlhéry
- Thibaud av Montmorency (970-1031)
- Guy I av Montlhéry (1031–1095)
- Milo I av Montlhéry (1095–1102)
- Guy II av Montlhéry (1102–1109)
- Milo II av Montlhéry (1109–1118)
- övergick till kungariket Frankrike

## Ekonomi
Söder om Montlhéry (i kommunerna Linas och Bruyères-le-Châtel) finns en racerbana, Autodrome de Linas-Montlhéry, anlagd av Alexandre Lamblin år 1924. Den benämns ibland "Frankrikes Indianapolis", eftersom den är formad som en höghastighetsoval. Flera hastighetsrekord sattes där under de första månaderna.
Montlhéry var också en köpstad, vilket numera hågkoms under Tomatfestivalen. Det medeltida tornet är också ett populärt turistmål, vilket återöppnades år 2005 efter att ha varit stängt för reparation.

## Personer
Paul Fort, bodde där 1921 till sin död 1960.

## Befolkningsutveckling
Antalet invånare i kommunen Montlhéry
| Referens: INSEE |